# Arnaud Le Lan
Arnaud Le Lan (født 22. marts 1978 i Pontivy, Frankrig) er en fransk tidligere fodboldspiller (forsvarer).
Le Lan tilbragte hele sin 17 år lange karriere i bretonske klubber, og repræsenterede henholdsvis FC Lorient, Rennes og Guingamp. Hos Lorient var han i 2002 med til at vinde pokalturneringen Coupe de France efter finalesejr over Bastia.

## Titler
Coupe de France
- 2002 med Lorient